# Gounghin
Gounghin  là một tổng thuộc tỉnh Kouritenga ở phía đông Burkina Faso. Thủ phủ là thị xã Gounghin. Theo điều tra dân số năm 1996, tổng này có tổng dân số 34.850 người.

## Các thị xã và làng xã
- Gounghin (5 767 dân) (thủ phủ)
- Balgo-Zaoce (1 099 dân)
- Belembaoghin (514 dân)
- Belemboulghin (1 104 dân)
- Bilanghin (686 dân)
- Bonsin-Dagoule (1 490 dân)
- Boundoudoum-Zougo (622 dân)
- Dagbilin (668 dân)
- Dakonsin (733 dân)
- Dapelgo (924 dân)
- Dimistenga (1 722 dân)
- Donsin (638 dân)
- Douamtenga (728 dân)
- Gandeongo-Bogodin (1 191 dân)
- Godin (389 dân)
- Gounghin (1 059 dân)
- Kabèga (975 dân)
- Kabèga-Peulh (80 dân)
- Kiegtougdou (265 dân)
- Koabdin (750 dân)
- Kontaga (478 dân)
- Kougdo (878 dân)
- Lezotenga (2 004 dân)
- Mendrin-Tountoghin (283 dân)
- Milimtenga (152 dân)
- Mossi-Balgo (253 dân)
- Nalanghin (390 dân)
- Namoukouka (928 dân)
- Niongretenga (1 247 dân)
- Nioughin (954 dân)
- Nondo (397 dân)
- Nougbini (256 dân)
- Ouédogo-Bokin (1 463 dân)
- Oueffin (846 dân)
- Pilorghin (965 dân)
- Pissi-Zaoce (1 797 dân)
- Sampaongo (1 699 dân)
- Sankouissi (230 dân)
- Sitenga (459 dân)
- Teyogodin (1 682 dân)
- Wenibankin (412 dân)
- Wobzoughin (384 dân)
- Yarkanré (995 dân)
- Zaka (461 dân)